# Both Sides Now
Both Sides Now é o décimo sétimo álbum de estúdio da cantora e compositora canadense Joni Mitchell, lançado em 8 de fevereiro de 2000, por intermédio da Reprise Records. Venceu, no Grammy Awards de 2001, as categorias de Melhor Álbum Tradicional de Pop Vocal e Melhor Arranjo de Instrumental e Voz. No Juno do mesmo ano, venceu a categoria de Melhor Álbum de Jazz.

## Lista de faixas
| N.º | Título                        | Compositor(es)                                | Duração |  |
| 1.  | "You're My Thrill"            | Sidney Clare, Jay Gorney                      | 3:52    |  |
| 2.  | "At Last"                     | Mack Gordon, Harry Warren                     | 4:28    |  |
| 3.  | "Comes Love"                  | Lew Brown, Sam H. Stept, Charles Tobias       | 4:29    |  |
| 4.  | "You've Changed"              | Bill Carey, Carl Fischer                      | 5:00    |  |
| 5.  | "Answer Me, My Love"          | Fred Rauch, Gerhard Winkler, Carl Sigman      | 3:23    |  |
| 6.  | "A Case of You"               | Joni Mitchell                                 | 5:52    |  |
| 7.  | "Don't Go to Strangers"       | Redd Evans, Arthur Kent, David Mann           | 4:10    |  |
| 8.  | "Sometimes I'm Happy"         | Irving Caesar, Clifford Grey, Vincent Youmans | 3:58    |  |
| 9.  | "Don't Worry 'bout Me"        | Rube Bloom, Ted Koehler                       | 3:49    |  |
| 10. | "Stormy Weather"              | Harold Arlen, Koehler                         | 3:07    |  |
| 11. | "I Wish I Were in Love Again" | Lorenz Hart, Ricahrd Rodgers                  | 3:36    |  |
| 12. | "Both Sides, Now"             | Mitchell                                      | 5:45    |  |